# Comuna Horoholîna, Bohorodceanî
Horoholîna (în ucraineană Горохолина) este o comună în raionul Bohorodceanî, regiunea Ivano-Frankivsk, Ucraina, formată din satele Horoholîna (reședința) și Horoholîn Lis.

## Demografie
Componența lingvistică a comunei Horoholîna
     Ucraineană (99,55%)
     Alte limbi (0,45%)
Conform recensământului din 2001, majoritatea populației comunei Horoholîna era vorbitoare de ucraineană (99,55%), existând în minoritate și vorbitori de alte limbi.